# Serratina charlottae
Serratina charlottae är en musselart som först beskrevs av E.A. Smith 1885.  Serratina charlottae ingår i släktet Serratina och familjen Tellinidae. Inga underarter finns listade i Catalogue of Life.